# 來路不明的神秘女友
《來路不明的神秘女友》，為泰國GMM 25與TrueID於2023年3月12日起播出的電視劇。由格拉帕·格潘（Nanon）、提娜麗·維拉瓦諾丹（Namtan）及帕恩莎·沃斯拜茵（Milk）主演。
此劇由GMMTV製作，並在2021年12月GMMTV的「BORDERLESS」新戲發佈會上公開先導預告片。其後，此劇於2023年3月在GMM 25電視台及TrueID首播，同年6月終映。

## 演員陣容
註：括號內的演員姓名為小名。

### 主要人物
- 格拉帕·格潘（Nanon）飾演 Thanaphat Kamolpetch（Mew）
- 提娜麗·維拉瓦諾丹（Namtan）飾演 Fahsai
- 帕恩莎·沃斯拜茵（Milk）飾演 Erng

### 其他人物
- 哈里·奇瓦加隆（Sing）飾演 O
- 德雷克·萊德克（Drake）飾演 Jack
- 塔纳空·齐那坤（Beau）飾演 Kittisak Emmanot（Kit）
- 凱蒂帕·查娜拉（Golf）飾演 Nam
- Madame Mod 飾演 42
- Neve Nantapat Apiwat 飾演 Mew（童年）
- Pleng Keetapat Pongruea 飾演 Erng（童年）

## 劇集原聲帶
| 歌名                                      | 歌手        | 來源  |
| ----------------------------------------- | ----------- | ----- |
| สิ่งมหัศจรรย์ที่ไม่มีรูปแบบ（Unidentified Wonder） | 格拉帕·格潘 | [ 5 ] |

## 劇集迴響

### 泰國電視收視
- 收視最低的集數以藍色表示，收視最高的集數以紅色表示，而空格則表示該集的收視沒有相關數據。

| 集數 No.   | 播放日期      | 播放時段 (UTC+07:00) | 平均收視率 | 來源  |
| ---------- | ------------- | -------------------- | ---------- | ----- |
| 1          | 2023年3月12日 | 星期日 20:30         | 0.1        |       |
| 2          | 2023年3月19日 | 星期日 20:30         | 0.129      | [ 6 ] |
| 3          | 2023年3月26日 | 星期日 20:30         | 0.1        |       |
| 4          | 2023年4月2日  | 星期日 20:30         | 0.1        |       |
| 5          | 2023年4月9日  | 星期日 20:30         | 0.0        |       |
| 6          | 2023年4月16日 | 星期日 20:30         | 0.1        |       |
| 7          | 2023年4月23日 | 星期日 20:30         | 0.1        |       |
| 8          | 2023年4月30日 | 星期日 20:30         | 0.0        |       |
| 9          | 2023年5月7日  | 星期日 20:30         | 0.1        |       |
| 10         | 2023年5月21日 | 星期日 20:30         | 0.1        |       |
| 11         | 2023年5月28日 | 星期日 20:30         | 0.0        |       |
| 12         | 2023年6月4日  | 星期日 20:30         | 0.1        |       |
| 平均收視率 | 平均收視率    | 平均收視率           | 0.1        | 1     |

^1  基於每集的平均觀眾份額。

## 外部連結
- GMM25 官方網站 （页面存档备份，存于）（泰文）
- GMMTV 官方網站（泰文）
- YouTube上的《來路不明的神秘女友》播放列表
- MyDramaList 劇集介紹及劇評 （页面存档备份，存于）（英文）
- 豆瓣电影上《來路不明的神秘女友》的資料 （简体中文）